# Angela Hitler
Angela Raubal Hammitsch, (født Angela Hitler, 28. juli 1883 i Braunau, Østrig, død 30. oktober 1949 i Germering udenfor München) var datter af Adolf Hitlers far Alois Hitler og dennes anden kone, Franziska Matzelberger.
Angela Hitler var dermed Adolf Hitlers halvsøster. Hendes mor døde allerede i 1884. Spædbarnet Angela og hendes bror Alois Hitler jr. blev opdraget af faren og hans tredje hustru, Klara Hitler. Hendes halvbror Adolf Hitler var seks år yngre end hende, og de kom til at stå hinanden nær. Angela er den eneste af Hitlers søskende, han omtaler i Mein Kampf.

## Liv
Angela var først gift med skatteinspektøren Leo Raubal. Med ham fik hun i 1906 sønnen Leo jr.; i 1908 datteren Geli, og i 1910 Elfriede.
Leo Raubal døde i 1910. Derefter flyttede enken til Wien som forstanderinde for Mensa Academia Judaica, et hjem for jødiske studenter. Angela havde ikke hørt noget fra sin halvbror Adolf i ti år, da han genoptog kontakten med hende i 1919. I 1928 flyttede hun og hendes datter Geli til Obersalzberg, hvor hun førte hus for Hitler.
Hitler indledte et forhold af ikke afklaret art med sin halv-niece Geli, og de boede i den samme lejlighed på Prinzregentenplatz 16 i München. Da han forbød hende at flytte til Wien og fortsætte med at tage sangtimer, skød hun sig med hans pistol og blev fundet død i sit værelse. Angela fortsatte som sin halvbrors husholderske efter datterens selvmord, men kunne ikke acceptere hans forhold til Eva Braun. I 1936 flyttede hun i stedet til Dresden for at gifte sig med arkitekten professor Martin Hammitzsch. Det bød Hitler sådan imod, at han end ikke kom til brylluppet, og omtalte sin halvsøster som "fru Hammitzsch"; men Angela forblev hans sendebud til resten af familien, som han ikke selv ønskede kontakt med, og i 1941 solgte hun sin erindringsbog om årene med Hitler til forlaget Eher for 20.000 Reichsmark. Efter bombeangrebet på Dresden i februar 1945 fik han sin halvsøster flyttet i sikkerhed på Berghof. 
Hammitzsch døde 12. maj 1945. I december samme år bosatte Angela sig i Germering udenfor München, hvor hun tilbragte sine sidste år. Hun er begravet sammen med sin mand og søn Leo på St. Barbara-kirkegården i Linz.

## Efterkommere
Hendes søn Leo Raubal fik selv en søn, Peter, i 1931, en ingeniør bosat i Linz. Angelas datter Elfriede giftede sig med sagføreren Ernst Hochegger 27. juni 1937 i Düsseldorf. Deres søn, Heiner Hochegger, blev født i januar 1945.